# Amegilla montivaga
Amegilla montivaga es una especie de abeja excavadora perteneciente al género Amegilla, categorizada en la tribu Anthophorini, de la subfamilia Apinae.
Fue descrita científicamente por Fedtschenko en 1875. Aparece registrada y publicada en una sección de Apidae (Anthophila). Catalogus Hymenopterorum Hucusque Descriptorum Systematicus Et Synonymicus, Vol. 10 de 1896.

## Distribución
La especie se distribuye por Asia, en China, Mongolia, India, Turkestán, Afganistán y Líbano.